# Малышевский, Виктор Андреевич
Ви́ктор Андре́евич Малыше́вский (7 октября 1933, Первомайск Ворошиловградская область — 23 сентября 2018, Москва) — материаловед, доктор технических наук, кавалер ордена «За заслуги перед Отечеством» IV степени, заслуженный деятель науки Российской Федерации. Лауреат Государственной премии Российской Федерации в области науки и техники и премии имени А. А. Бочвара (2005).

## Биография
Родился в 7 октября 1933 года, в городе Первомайск Ворошиловградской области (сейчас это — Луганская область).
В 1956 году окончил Харьковский политехнический институт имени В. И. Ленина, специальность «металловедение, оборудование и технология термической обработки металлов»
В 1964 защитил кандидатскую диссертацию.
В 1987 году защитил докторскую диссертацию, тема: «Основные принципы легирования, структура и свойства высокопрочных корпусных сталей для кораблестроения».
Работа: ЦНИИ конструкционных материалов «Прометей» (старший научный сотрудник, начальник сектора, начальник лаборатории, начальник НПК № 3, заместитель генерального директора по научной работе).
Член Президиума НТС Российского Морского Регистра судоходства, член Президиума Научно-технического общества судостроителей имени академика А. Н. Крылова.
Умер 23 сентября 2018 года.

## Научная деятельность
Основные направления научных исследований: теоретические и экспериментальные работы в области создания и применения конструкционных материалов, проблемы объёмного наноструктурирования материалов.
Под его руководством защищено 7 кандидатских и 4 докторских диссертации.
Автор 147 печатных трудов и 60 патентов и авторских свидетельств.

## Награды
- Государственная премия Украинской ССР в области науки и техники (1977)
- Орден «Знак Почёта» (1979)
- Орден Трудового Красного Знамени (1984)
- Государственная премия Российской Федерации (за 1998 год, в составе группы) — за разработку новой технологии производства плакирования ферритных материалов, создание специальных марок стали и внедрение их в различные отрасли народного хозяйства
- Почётное звание «Заслуженный деятель науки Российской Федерации» (2000)'[1]
- Орден «За заслуги перед Отечеством» IV степени (2005)
- Золотая медаль и диплом I степени 44 Всемирного салона «Брюссель Эврика-95» (1984)
- Нагрудный знак «За заслуги» II степени (1984)
- Золотая медаль и диплом 45 Всемирного салона "Брюссель-Эврика 96 (1985)
- Юбилейная медаль «300 лет Российскому флоту» (1996)
- Диплом I степени на Международной выставке «Инновация-98» (1998)
- Медаль имени Первого лётчика-космонавта Ю. А. Гагарина (Федерация космонавтики России) (1999)
- Медаль "За подъём АПЛ «Курск» (2001)
- Медаль «За вклад в развитие Российского Морского Регистра судоходства» (2005)
- Премия имени А. А. Бочвара (за 2005 год, совместно с В. В. Рыбиным) — за совокупность работ «Новые высокопрочные хладостойкие свариваемые стали для работы в экстремальных условиях»
- Золотая медаль имени В. Е. Грум-Гржимайло (2006)
- Премия имени Д. К. Чернова в области материаловедения (2013, Санкт-Петербургский научный центр РАН) — за разработку принципов легирования новых низкоуглеродистых сталей для кораблестроения и судостроения, морской техники для разведки и добычи углеводородов, в том числе в условиях Арктики[2]
- Почётный юбилейный знак ЦНИИчермет имени И. П. Бардина (2008)
- Почётный работник науки и техники Российской Федерации (2009)